# Sebadales de Playa del Inglés
Sebadales de Playa del Inglés este o arie protejată (arie specială de conservare — SAC, sit de importanță comunitară — SCI) din Spania întinsă pe o suprafață de 2.721,58 ha, integral marine.

## Localizare
Centrul sitului Sebadales de Playa del Inglés este situat la coordonatele 27°44′47″N 15°33′09″W / 27.7463°N 15.5526°V.

## Înființare
Situl Sebadales de Playa del Inglés a fost declarat sit de importanță comunitară în octombrie 1999 pentru a proteja 3 specii de animale. Situl a fost protejat și ca arie specială de conservare în septembrie 2011.

## Biodiversitate
Situată în ecoregiunile  și marină macaroneziană, aria protejată conține 1 habitat natural: Bancuri de nisip acoperite în permanență slab de apă marină.
La baza desemnării sitului se află mai multe specii protejate:
- mamifere (1): delfin mare (Tursiops truncatus)
- reptile (2): Caretta caretta, Chelonia mydas

Pe lângă speciile protejate, pe teritoriul sitului au mai fost identificate 6 specii de plante, 6 specii de mamifere, 8 specii de nevertebrate, 3 specii de pești.